# Susannah Townsend

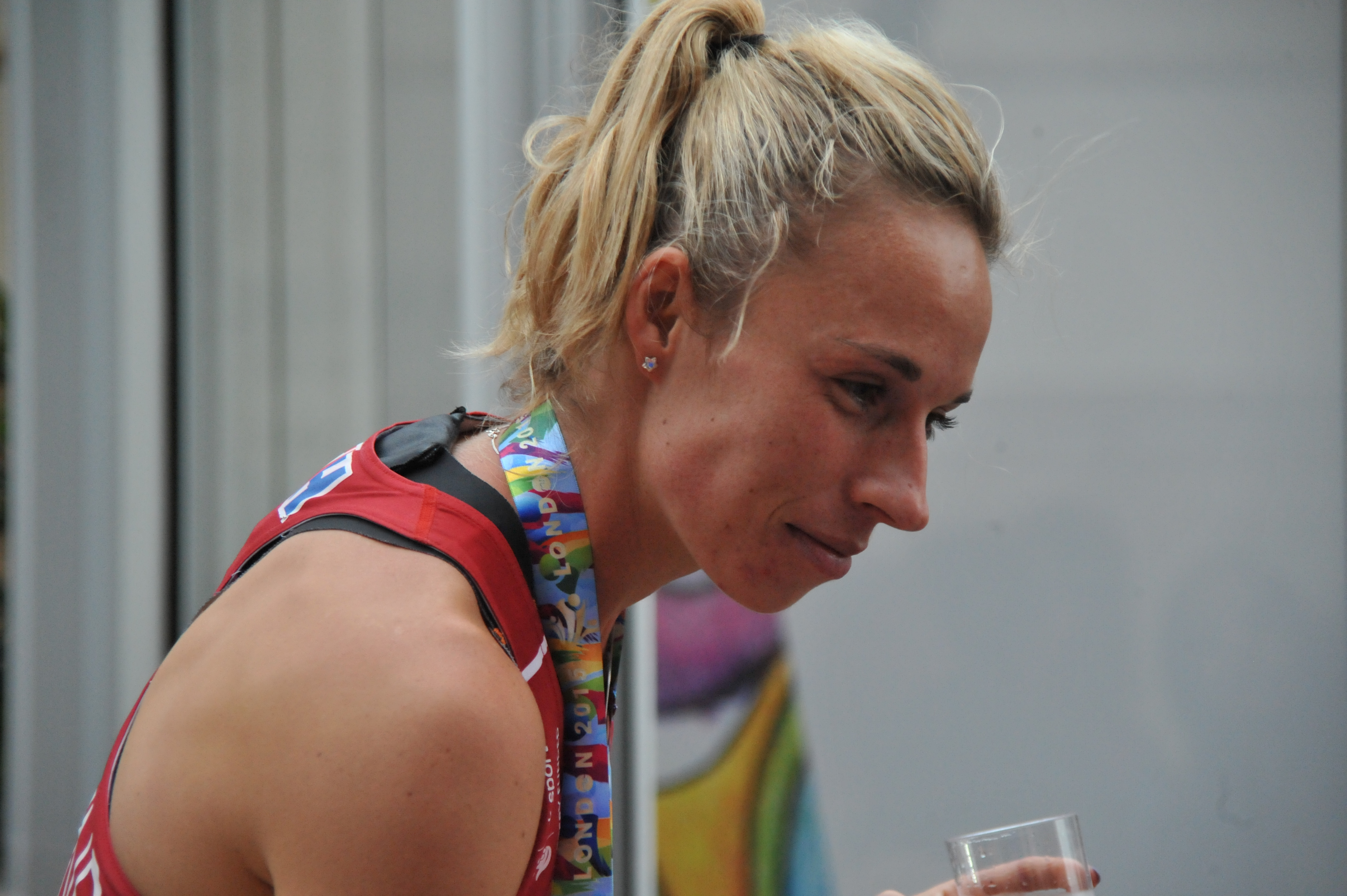
Susannah Townsend

Susannah Townsend, MBE (* 28. Juli 1989 in Blackpool, Lancashire) ist eine britische Feldhockeyspielerin. Bei den Olympischen Sommerspielen 2016 errang sie eine Goldmedaille.

## Leben
Townsend besuchte die Sutton Valence School in Maidstone. Mit der britischen Damennationalmannschaft im Feldhockey gewann sie bei den Olympischen Spielen 2012 die Bronze- und 2016 die Goldmedaille. Bei der FIH Champions Trophy 2012 und den Commonwealth Games 2014 holte sie mit Großbritannien jeweils die Silbermedaille. Bei Europameisterschaften gewann sie mit dem englischen Team 2013 die Silber- und 2015 die Goldmedaille. Townsend spielte bisher für die Vereine Canterbury Hockey Club und Reading Hockey Club. Sie lebt offen homosexuell im Vereinigten Königreich.

## Erfolge (Auswahl)
- Goldmedaille bei den Olympischen Sommerspielen 2016
- Bronzemedaille bei den Olympischen Sommerspielen 2012
- Bronzemedaille bei den Olympischen Sommerspielen 2020